# 제3차 하토야마 이치로 내각
제3차 하토야마 이치로 내각(일본어: 第3次鳩山一郎内閣)은  하토야마 이치로가 제54대 내각총리대신으로 임명되어, 1955년 11월 22일부터 1956년 12월 23일까지 존재한 일본의 내각이다.

## 개요
1955년 11월 15일에 자유당과 민주당에 의한 보수합동에 의해서 자유민주당이 결성, 내각총리대신 하토야마 이치로가 필두로 하는 자유민주당의 총재 대행 위원으로 취임했다. 그것을 받아서 여당의 기반이 변경이 되었다고 하는 제23회 임시 국회의 모두에서 제2차 하토야마 이치로 내각이 총사직을 하였고 내각총리대신 지명 선거를 통해 하토야마 이치로가 내각총리대신으로 지명되어 조성한 내각이다.
일본국 헌법하에서 중의원 의원 총선거에 의한 내각총사직을 거치지 않고 내각총리대신에 연속으로 재선된 사례는 당시 하토야마 이치로의 세 번째의 수반 지명에 불과했다.
제3차 하토야마 이치로 내각의 주요 사건은 다음과 같다.
1. 일소공동선언(일본과 소비에트 연방과의 국교 회복)
2. 일본의 유엔 가입.

## 각료
- 내각총리대신 - 하토야마 이치로
- 법무대신 - 마키노 료조
- 외무대신·부총리 - 시게미쓰 마모루
- 대장대신 - 이치마다 히사토
- 문부대신 - 기요세 이치로
- 후생대신 - 고바야시 에이조(참의원 의원)
- 농림대신 - 고노 이치로
- 통상산업대신 - 이시바시 단잔
- 운수대신 - 요시노 신지(참의원 의원)
- 우정대신 - 무라카미 이사무
- 노동대신 - 구라이시 다다오
- 건설대신 - 바바 모토하루
- 수도권정비위원회 위원장(1956년 6월 9일 설치) - 바바 모토하루(겸무)
- 국가공안위원회 위원장 - 오아사 다다오
- 원자력위원회 위원장(1956년 1월 1일 설치) - 쇼리키 마쓰타로(겸무)[1]
- 행정관리청 장관 - 고노 이치로(겸무)
- 홋카이도 개발청 장관 - 쇼리키 마쓰타로
- 자치청 장관 - 오타 마사타카
- 방위청 장관 - 후나다 나카
- 경제기획청 장관(1955년 7월 20일 설치) - 다카사키 다쓰노스케
- 과학기술청 장관(1956년 5월 19일 설치) - 쇼리키 마쓰타로(겸무)
- 내각관방장관 - 네모토 류타로
  - 법제국 장관 - 하야시 슈조
  - 내각관방부장관(정무) - 마쓰모토 다키조
  - 내각관방부장관(사무) - 다나카 에이이치

## 정무 차관
1955년 11월 25일 임명.
- 법무 정무 차관

마쓰바라 가즈히코( ~ 1956년 11월 6일)
다카하시 신타로(1956년 11월 6일 ~ )
- 외무 정무 차관 - 모리시타 구니오
- 대장 정무 차관 - 야마테 미쓰오
- 문부 정무 차관 - 다케오 하지메
- 후생 정무 차관 - 야마시타 하루에
- 농림 정무 차관 - 오이시 부이치
- 통상 산업 정무 차관 - 가와노 요시미쓰
- 운수 정무 차관 - 이노 시게지로
- 우정 정무 차관 - 간바야시야마 에이키치
- 노동 정무 차관

기쿠타 시치헤이( ~ 1956년 2월 16일)
무토 쓰네스케(1956년 2월 16일 ~ )
- 건설 정무 차관 - 호리카와 교헤이
- 국가 공안 정무 차관 – 오타니 에이준
- 행정 관리 정무 차관 – 우쓰노미야 도쿠마
- 홋카이도 개발 정무 차관

시라하세 요네키치( ~ 1956년 11월 6일)
마쓰오카 헤이이치(1956년 11월 6일 ~ )
- 자치 정무 차관 - 하야카와 다카시
- 방위 정무 차관 - 나가야마 다다노리
- 경제 기획 정무 차관 - 사이토 겐조( ~ 1956년 5월 19일)
- 과학 기술 정무 차관 - 사이토 겐조(1956년 5월 19일 ~ )

## 참고 문헌
- 하타 이쿠히코 편 《일본 관료제 종합 사전 : 1868 ~ 2000》(도쿄 대학 출판회, 2001년)